# Hesperis breviscapa
Hesperis breviscapa är en korsblommig växtart som beskrevs av Pierre Edmond Boissier. Hesperis breviscapa ingår i släktet hesperisar, och familjen korsblommiga växter. Inga underarter finns listade i Catalogue of Life.